# IC 5357
IC 5357 — галактика типу E-S0 (еліптична спіральна галактика) у сузір'ї Риби.
Цей об'єкт міститься в оригінальній редакції індексного каталогу.